# Vereinigung unabhängiger Sozialisten

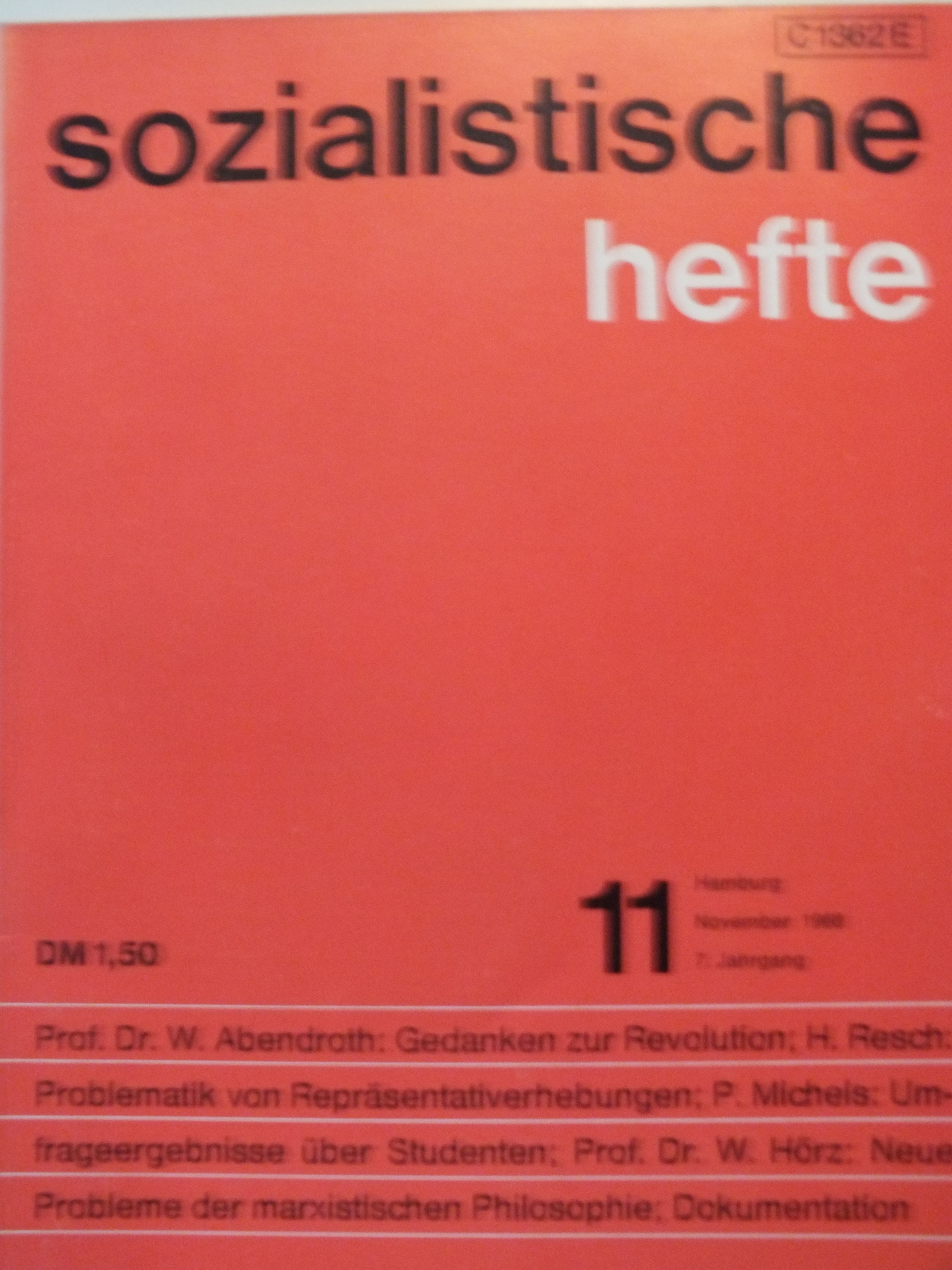
sozialistische hefte, Heft 11, 7. Jahrgang, November 1968

Die Vereinigung unabhängiger Sozialisten (VUS) war eine westdeutsche linkssozialistische Vereinigung, die 1960 gegründet wurde, sich aber bereits ab 1961 im Zusammenhang mit der Gründung der Deutschen Friedens-Union (DFU) schleichend wieder auflöste.

## Organisatorischer Hintergrund
Die Personen, die sich in der VUS zusammenschlossen, kamen weniger aus alten linkssozialistischen Zusammenhängen der Weimarer Republik, es waren eher Sozialdemokraten, die mit der Entwicklung der SPD zur Volkspartei unzufrieden oder wegen Verstoßes gegen die Parteilinie ausgeschlossen worden waren. Sie hatten nach dem Godesberger SPD-Parteitag einen Zentralausschuß der ausgeschlossenen und ausgetretenen Sozialdemokraten (ZA) gegründet. Aus einem ZA-Kongress ging dann im November 1960 die VUS hervor. Die Gruppierung, nun von der SPD als „kryptokommunistisch“ diffamiert, forderte programmatisch kaum mehr, als wenige Jahre zuvor noch die SPD proklamiert hatte. Manche der VUS-Aktivisten verstanden die Organisation als Übergangsform zu einer unabhängigen sozialdemokratischen Partei. Derartige Hoffnungen verflogen, als im Vorfeld der Bundestagswahl 1961 die DFU gegründet wurde. Innerhalb der VUS setzte sich, nach schweren Konflikten und begleitet von Austritten, eine Linie durch, nach der die DFU zu unterstützen sei. Das bekannteste VUS-Mitglied, Viktor Agartz trat 1961 aus und zog sich ins Privatleben zurück.
Von 1961 bis etwa 1969 wurden von Albert Berg im Auftrage  des Vorstands der VUS die sozialistischen hefte monatlich herausgegeben, in denen neben theoretischen Themen über das Verbandsleben berichtet wurde. Die Gesamtredaktion hatte Karl A. Otto, Bielefeld. Nach Einstellung der Hefte wurden den Beziehern ab Mai 1969 die Marxistischen Blätter geliefert.
Der letzte VUS-Kongress (5. Bundesversammlung) fand am 27. Oktober 1968 in Hamburg statt. In den Zentralausschuss wurde u. a. Gerhard Gleißberg, Lorenz Knorr und Artur von Behr gewählt. Ein kleiner Kreis vormaliger VUS-Mitglieder organisierte sich im Initiativausschuss zur Gründung einer Sozialistischen Partei, blieb aber am Rande des politischen Geschehens wirkungslos.